# استارایا ماسکارا
استارایا ماسکارا (به لاتین: Staraya Maskara) یک منطقهٔ مسکونی در روسیه است که در باشقیرستان واقع شده‌است.